# Jättespindling
Jättespindling (Cortinarius praestans) är en svampart som beskrevs av Cordier 1870. Jättespindling ingår i släktet Cortinarius och familjen spindlingar.  Arten är reproducerande i Sverige. Inga underarter finns listade i Catalogue of Life.

## Källor

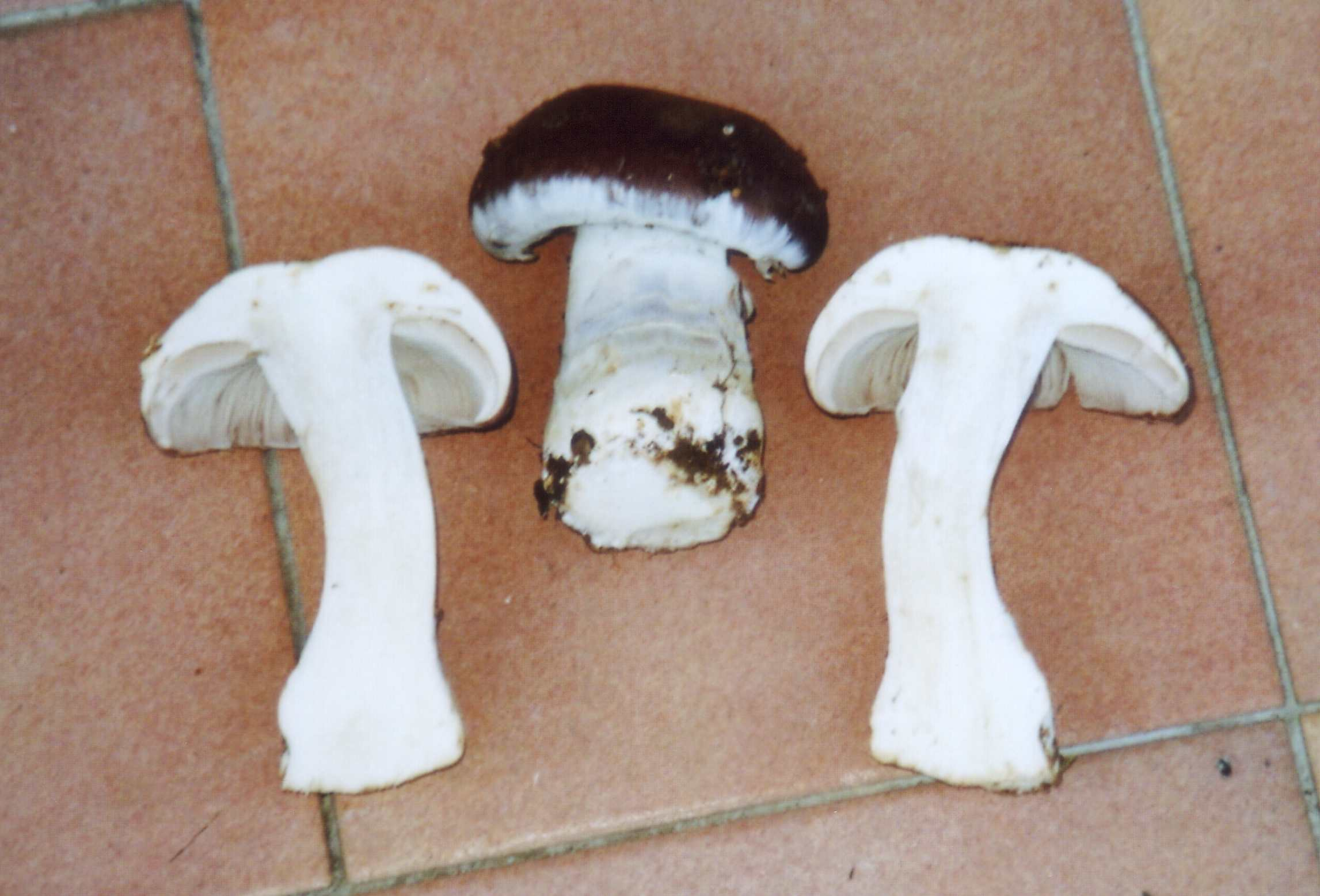